# Plumping
Plumping bzw. Aufpolstern, auch als „Verbessern“ oder „Injizieren“ bezeichnet, ist der Prozess, bei dem einige Geflügelunternehmen in rohes Hühnerfleisch Salzwasser, Hühnerbrühe, Algenextrakt oder einer Kombination davon injizieren. Diese Praxis wird am häufigsten für frische Hühnchen angewendet und wird ebenso bei Tiefkühlgeflügelprodukten verwendet, wenngleich auch andere Fleischsorten prall gemacht werden können.
Geflügelproduzenten injizieren in Hühnchen seit den 1970er Jahren Salzwasserlösungen und behaupten, dies mache schmackhafteres und saftigeres Fleisch. Laut Kenneth McMillin, Professor für Fleischwissenschaften am Landwirtschaftszentrum der Louisiana State University in Baton Rouge verwenden Verarbeiter Mehrnadel-Injektoren oder Vakuumkessel, die die Natriumchlorid-lösung in den Muskel pressen. Bindemittel in der Lösung verhindern, dass das zugesetzte Salz und Wasser beim Transport, in Lebensmittelgeschäften und beim Garen aus dem Fleisch austritt.